# گری راس
گری راس (به انگلیسی: Gary Ross) (زاده ۳ نوامبر ۱۹۵۶) یک نویسنده و کارگردان و تهیه‌کننده آمریکایی است. او کارگردان و فیلمنامه‌نویس فیلم‌های پلیزنتویل، سیبیسکوت، دولت آزاد جونز، بازی‌های گرسنگی و هشت یار اوشن است.

## زندگی شخصی و حرفه
گری راس ۳ نوامبر ۱۹۵۶ متولد شد و پسر آرتور ای. راس، نویسنده روی صفحه نمایش هالیوود است. گری راس ابتدا نویسندهٔ رمان بود. او شروع به کارش در فیلم کرد، وقتی که استخدام شد برای نوشتن درمان برای بازی روی صفحه. در طی نوشتن درمان او متوجه شد که پرداخت بیش از نوشتن یک رمان است. پس از آن او بازی روی صفحه نمایش خود را نوشت و آن را به اسپیلبرگ نشان داد، آن‌ها به نوشتن اسکریپت بزرگ به پایان رسید. او و آن برای بهترین فیلم اسکار و همچنین از جوایز نویسندگان آمریکا جایزه گرفت. گری راس همچنین سخنان رئیس‌جمهور را برای بیل کلینتون نوشت. گری راس یک علامت تجاری عمومی در فیلم‌های او دارد، او بازیگران را که قبلاً نادیده گرفته شده‌اند، کشف می‌کرد. راس بازیگران و هنرپیشه‌ها نسبتاً ناشناخته را برای نقش‌های اصلی در فیلم‌هایش بازی می‌داد و آن‌ها را به بازیگران مشهور تبدیل می‌کرد. نمونه‌هایی از جمله تام هنکس در فیلم بزرگ، جنیفر لارنس در بازی‌های گرسنگی و توبی مگوایر در سیبیسکوت و پلیزنتویل است.